# حاجی‌آباد (گناباد)
روستای حاجی‌آباد از توابع شهرستان گناباد در استان خراسان رضوی است که در ۲۴ کیلومتری این شهر قرار دارد. پس از زلزلۀ سال ۵۸، سه روستای مقیم آباد، نعمت آباد و حاجی آباد تجمیع شدند. روستای حاجی آباد هم‌اکنون از امکانات برق، آب، تلفن، جادۀ آسفالت، گاز، مخابرات و اینترنت برخوردار است. شغل عمدۀ اهالی روستا دامداری و کشاورزی است.

## منبع
1. ↑  «مرکزتلفن 256 شماره ای روستای حاجی آباد شهرستان گناباد آغاز بکار کرد». ایرنا. ۲۲ دی ۱۳۸۳. دریافت‌شده در ۲۰۲۵-۰۷-۱۵.
2. ↑  «حال و هوای مردم روستاهای گناباد در استقبال از شهید گمنام». خبرگزاری مهر | اخبار ایران و جهان | Mehr News Agency. ۲۰۲۳-۱۲-۱۸. دریافت‌شده در ۲۰۲۵-۰۷-۱۵.
3. ↑  «روستاییان گناباد هم جشن انقلاب را گرامی داشتند». خبرگزاری مهر | اخبار ایران و جهان | Mehr News Agency. ۲۰۲۴-۰۲-۱۱. دریافت‌شده در ۲۰۲۵-۰۷-۱۵.